# Singrauli
Singrauli é uma cidade e uma corporação municipal no distrito de Sidhi, no estado indiano de Madhya Pradesh.

## Demografia
Segundo o censo de 2001,  Singrauli  tinha uma população de 185,580 habitantes. Os indivíduos do sexo masculino constituem 54% da população e os do sexo feminino 46%. Singrauli tem uma taxa de literacia de 59%, inferior à média nacional de 59.5%: a literacia no sexo masculino é de 70% e no sexo feminino é de 46%. Em Singrauli, 18% da população está abaixo dos 6 anos de idade.